# Acta Mathematica Hungarica
Acta Mathematica Hungarica  (anteriormente Acta Mathematica Academiae Scientiarum Hungaricae) es una revista de matemáticas revisada por pares de la Academia de Ciencias de Hungría, publicada por Akadémiai Kiadó y Springer Science+Business Media. La revista se fundó en 1950 y publica artículos sobre matemáticas relacionados con el trabajo de matemáticos húngaros.
Su MCQ de 2009 fue de 0,39 y su factor de impacto de 2015 fue de 0,469. El editor jefe es  András Stipsicz, el editor honorario es Ákos Császár, los editores son los matemáticos miembros de la Academia de Ciencias de Hungría. 

## Resumen e indexación
Según Journal Citation Reports, la revista tuvo un factor de impacto en 2021 de 0,979.  Esta revista está indexada por los siguientes servicios:
- Science Citation Index
- Journal Citation Reports
- Scopus
- Mathematical Reviews
- Zentralblatt Math